# Bikini Test
Pour les articles homonymes, voir Bikini.
Le Bikini Test est une salle de concerts de La Chaux-de-Fonds en Suisse gérée par l'association KA.

## Histoire

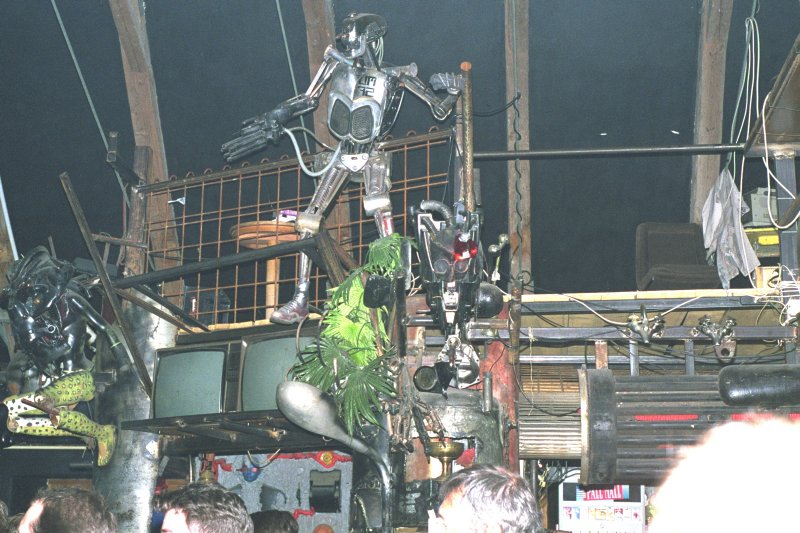
Partie du bar en 1993

La salle de concert est ouverte au printemps 1992 par l'association KA (créée en 1988 par un groupe de musiciens, d'artistes et d'amateurs de rock), qui organisait depuis quelques années des concerts dans la région. Après négociations et finalement avec le soutien de la commune de La Chaux-de-Fonds, un endroit est trouvé et mis à disposition de l'association avec un crédit de 900'000 CHF pour la rénovation du bâtiment.
La maison est une pièce d'histoire : elle est construite sur le site d'anciens moulins datant de 1489 et chevauchant une rivière souterraine (la Ronde). La pièce maîtresse du lieu est le "bar extraordinaire", conçu par Jean-Pierre Vaufrey dans un style science-fiction inspiré de Hans Giger, mais le bâtiment se distingue également par sa fresque ornant les murs extérieurs, et réalisée par Géraldine Cavalli et Jennifer Mermod. D'abord dédiée au rock, la salle proposera toutes sortes de styles de musiques, du rock au funk en passant par le métal, la musique électroniques et expérimentales, le jazz, le rap et le reggae.
Durant ses sept premières années d'ouverture, les organisateurs programment des centaines d'événements et accueillent des artistes à la réputation internationale, tels que:  Screamin' Jay Hawkins, Buzzcocks, Willy DeVille, Dee Dee Ramone, Morphine, The Young Gods, Jivaros Quartet, Noir Désir, Maceo Parker, etc. En outre la programmation de Bikini Test fait preuve d'originalité et aime faire découvrir à son public des groupes moins connus ou des artistes locaux.
La nuit du 9 mars 1999, un court-circuit dans un congélateur provoque un début d'incendie. Dépourvue de système d'alarme, la salle brûle. Le rez-de-chaussée est détruit par le feu mais pas le premier étage qui, grâce à l'intervention des pompiers, peut être épargné. Cependant le bar et le matériel sonore, trop endommagés par la fumée, n'y survivront pas. La fresque sur les murs extérieurs de la maison, elle, restera intacte. Pendant une année l'association KA travaillera à la rénovation de la salle et c'est le 10 mars 2000, un an plus tard, que Bikini Test ouvre à nouveau ces portes.
Au premier étage un nouveau bar plus sobre est installé et la salle est cette fois équipé d'une sortie de secours ainsi que d'une alarme incendie.